# Beidi
Beidi of Bei Di, ook wel Xuanwu of Xuandi, is de taoïstische god van het noorden. Gelovigen vieren zijn verjaardag op de 21e van de vierde maand in de Chinese kalender. In Hongkong wordt hij Pak Tai/Pak Taj genoemd. De heilige taoïstische berg Wudang Shan is gewijd aan de godheid.
De volledige titel van de god in hanzi is "北極鎮天真武玄天上帝玉虛師相金闕化身蕩魔永鎮終劫濟苦天尊", wat vertaald kan worden als "Heerser van de noordpool, ware krijger Xuantianshangdi, meester van het jaden gebied, zijn lichaam van goud, eeuwige zege over de kwade machten, hemelse eerbiedwaardige die de bitterheid van het leven wegneemt".

## Mythologie[1]
Bei Di was voor zijn vergoddelijking een prins van de Shang-dynastie. Tijdens de val van deze dynastie maakte de demonenkoning de wereld kapot. De daoïstische god Yuanshitianzun (元始天尊) riep de Jadekeizer te hulp. Deze stuurde Bei Di als leider van de twaalf hemelse legioenen om de demonenkoning te verslaan. In Beiditempels, staat de bronzen schildpad en adder onder de voet van het godenbeeld van Beidi symbool dat het goede het kwade altijd overwint.

## Beiditempels in Hongkong

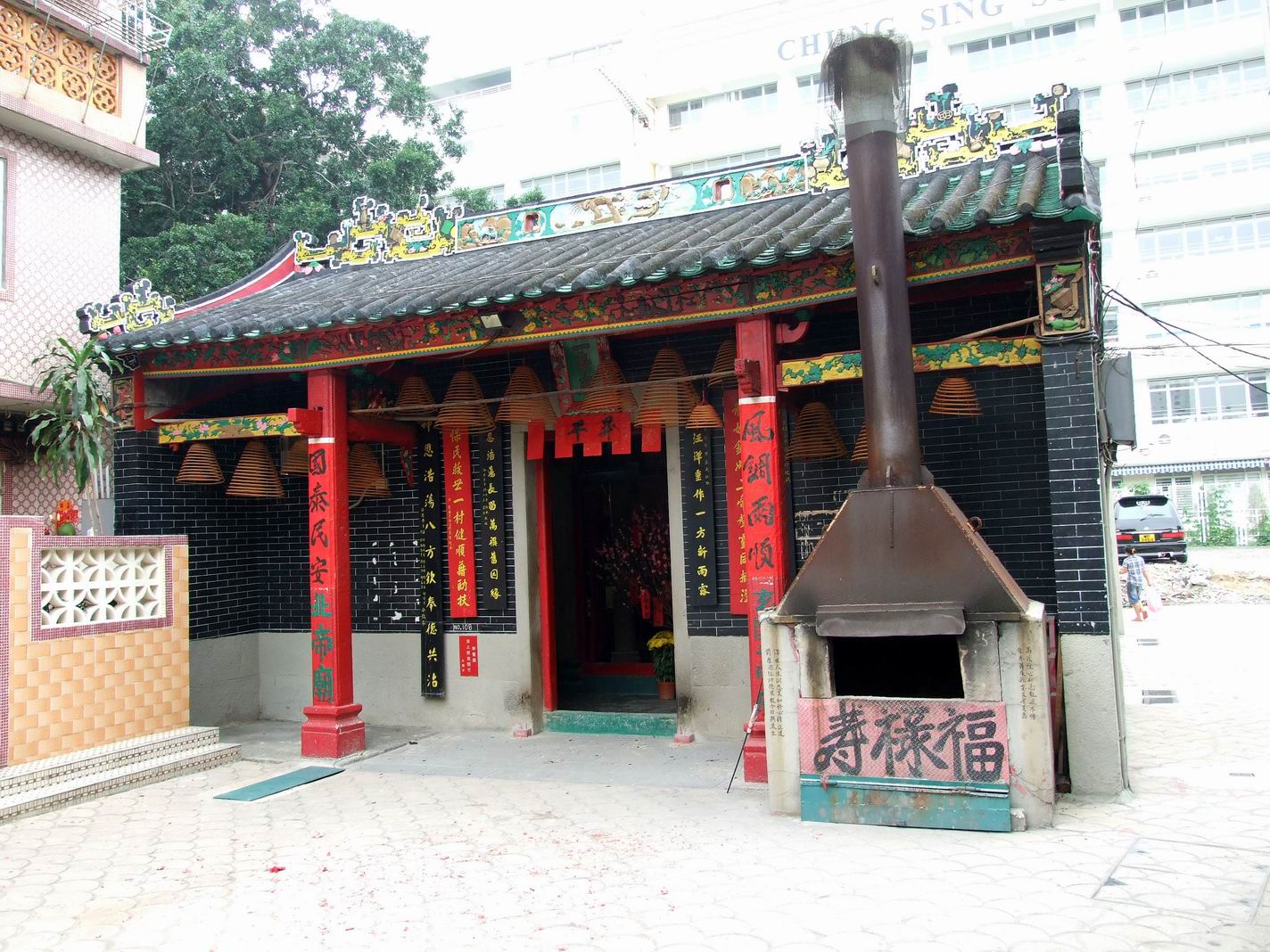
Yuen Kwan Yi Taitempel (玄關二帝廟)

- Beiditempel van Hung Hom
- Beiditempel van Wan Chai
- Yuen Kwan Yi Taitempel
- Yuk Huipaleis van Cheung Chau

## Beiditempels in Guangdong
- Foshan vooroudertempel
- Yuxupaleis van Yangqi (楊箕玉虛宮)

## Andere Beiditempels
- Beiditempel van Macau
- Oude Chinese tempel van Johor Bahru
- Yueh Hai Chingtempel